# Nous, les Leroy
Pour plus de détails, voir Fiche technique et Distribution.
Nous, les Leroy est un film français écrit et réalisé par Florent Bernard, sorti le 10 avril 2024.
Le film est couronné du Grand prix du Festival international du film de comédie de l'Alpe d'Huez 2024.

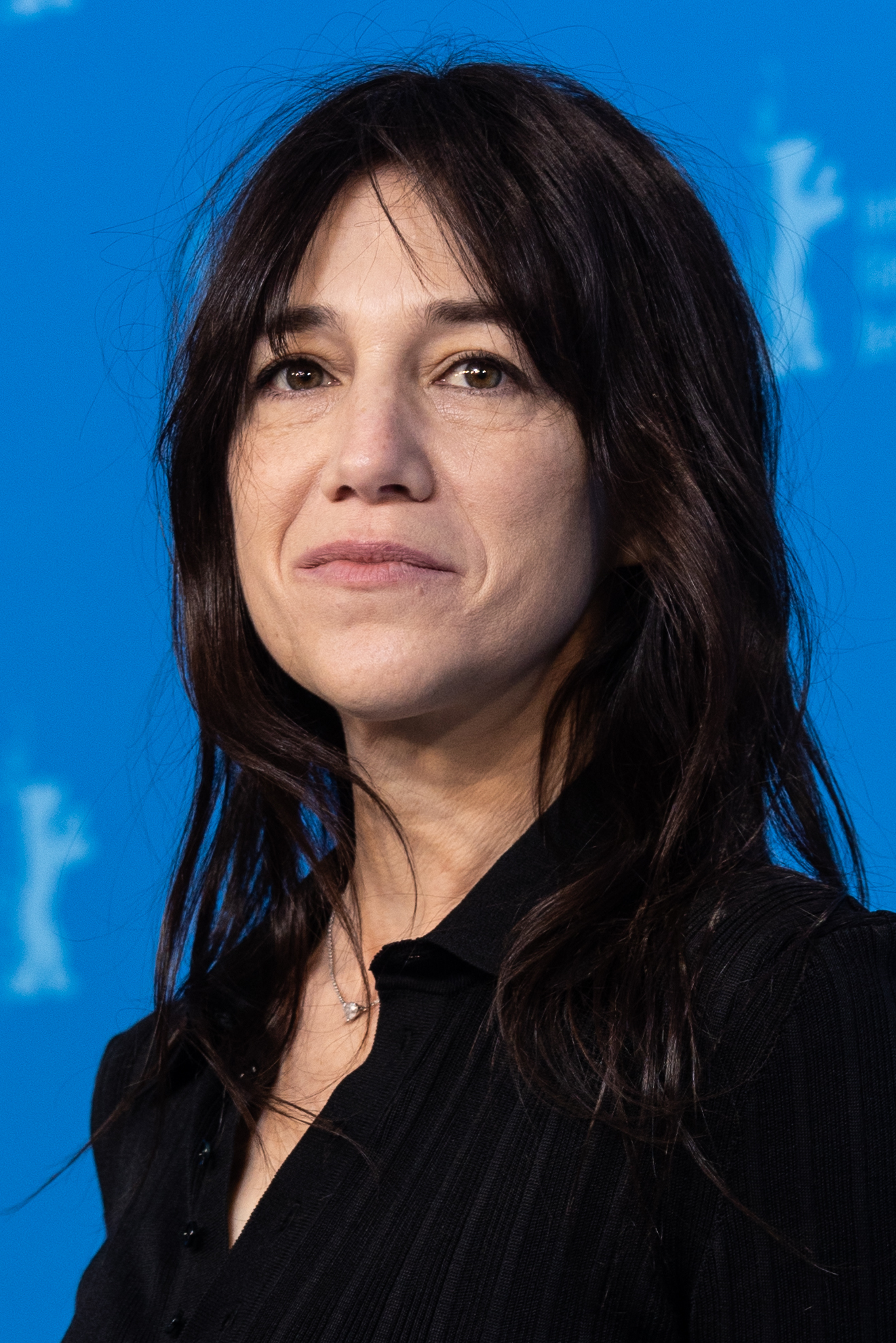
Charlotte Gainsbourg.

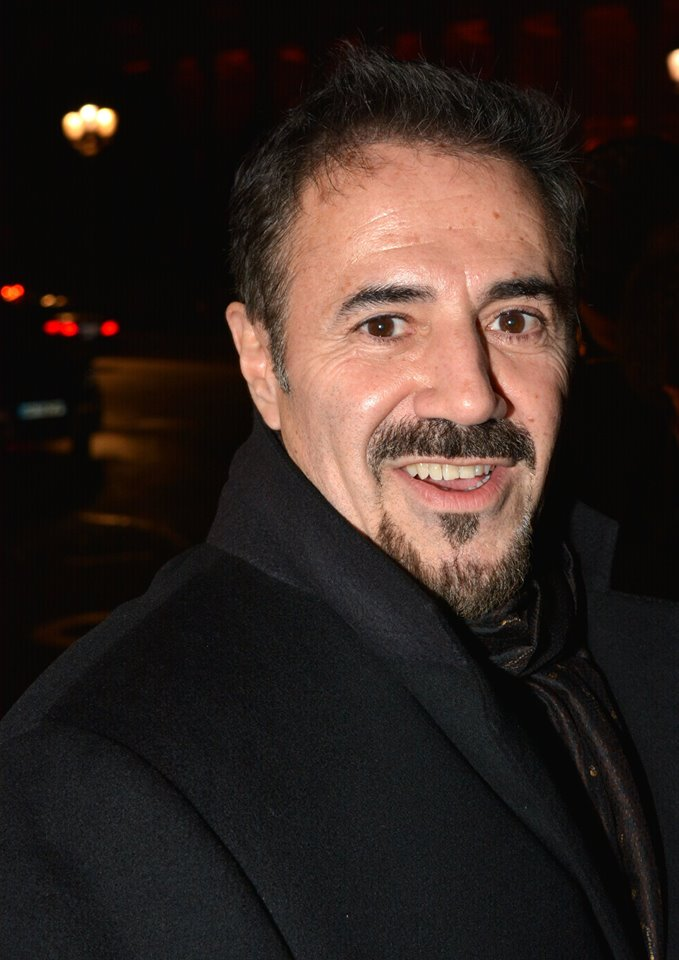
José Garcia.

## Synopsis
Pour faire changer d'avis sa femme qui souhaite un divorce, Christophe l'emmène, avec leurs enfants adolescents, dans un voyage à travers les souvenirs de leur famille.

## Fiche technique
- Titre original : Nous, les Leroy
- Réalisation : Florent Bernard[2],[3]
- Scénario : Florent Bernard[2],[3]
- Musique : Théo Bernard
- Décors : Frédérique Doublet[4],[5] et Frédéric Grandclere
- Costumes :
- Photographie : Julien Hirsch
- Montage : Quentin Eiden
- Production : Romain Rousseau, Maxime Delauney et Mathieu Ageron[2]
- Producteurs délégués :
- Sociétés de production : Nolita et TF1 Films[2]
  - SOFICA : Cofimage 34
- Sociétés de distribution :
  - France : TF1 Studio et Apollo Films[2]
  - ventes internationales : Newen Connect[2]
- Budget : 4,6 millions d'euros
- Pays de production : France
- Langue originale : français
- Format : couleur
- Genre : Comédie
- Durée : 103 minutes
- Dates de sortie : France :  
  - 16 janvier 2024 (Festival de l'Alpe d'Huez)
  - 10 avril 2024[1],[6]

## Distribution
- Charlotte Gainsbourg : Sandrine Leroy
- José Garcia : Christophe Leroy
- Lily Aubry : Loreleï Leroy
- Hadrien Heaulmé : Bastien Leroy
- Luis Rego : Marcel Leroy, le père de Christophe
- Lyes Salem : Claude
- Benjamin Tranié : Virgil, le patron de Sandrine
- Jérôme Niel : Jason
- Sébastien Chassagne : "Banksy", le caricaturiste
- Adrien Ménielle : Loïc, le restaurateur
- Simon Astier : Xavier, le gendarme
- Justine Le Pottier : Inès
- Sophie-Marie Larrouy : Gisèle
- Baptiste Lecaplain : Louis
- Vincent Tirel : Stéphane
- Louisa Baruk : Melha

## Production

### Genèse et développement
Le scénario est de la main de Florent Bernard, qui assure également la réalisation,. Cette comédie familiale est inspirée par la propre famille du cinéaste.
La production est assurée par Romain Rousseau, Maxime Delauney et Mathieu Ageron pour Nolita.

### Tournage
Le tournage du film se déroule du 28 au 30 mars 2023 en Bourgogne puis du 4 au 21 avril en région Île-de-France,.
Pour le tournage, le réalisateur Florent Bernard a opté pour une région qu'il a connue durant son enfance : «  Quand j'écrivais certaines scènes, je pensais à des décors et c'était des décors d'ici en Bourgogne. J'ai beaucoup traîné à Autun et à Dijon, tous les week-ends je venais ici. C'est assez avantageux de connaître les lieux. Un jour, on a perdu un décor extérieur parce qu'il pleuvait à Autun et j'ai dit “il y a le stade Saint-Roch que je connais pas loin, demandons à la mairie pour tourner” et on a tourné là bas  »,.
Une fausse agence de location de voitures, lieu de travail du personnage incarné par José Garcia, a été reconstituée au septième sous-sol du parking Saint-Anne de Dijon,. Il a fallu trois semaines aux équipes du film pour construire le décor dans ce parking souterrain : « Entre la réflexion, la conception et la proposition aux réalisateurs, trois semaines s'écoulent. Il y a des contraintes de hauteur pour descendre les matériaux, on a fait des plans au sol. On a construit au millimètre près pour que tout rentre bien et s'intègre correctement dans le fond du parking » a détaillé la décoratrice Frédérique Doublet,. Les scènes avec une voiture travelling ont été tournées depuis l'aire de covoiturage de la communauté de communes Norge et Tille à Couternon.

## Accueil

### Accueil critique
Le film reçoit des critiques plutôt positives dans le monde francophone, et le site Allociné rapporte une note moyenne de 3,3⁄5 à partir de l'interprétation de critiques provenant de 23 titres de presse ou médias, et une note moyenne des spectateurs de 3,5⁄5, tandis que les utilisateurs d'IMDB donnent au film la note moyenne de 7⁄10.
Les critiques positives parlent du film comme une comédie « tendre », « douce-amère », réussissant à marier l'humour et la mélancolie comme un « Little Miss Sunshine à la française »,,, tandis que les plus froides évoquent un humour parfois trop convenu ou se démarquant trop du reste du film, le comparant parfois à un téléfilm,. La plupart saluent toutefois la performance des quatre acteurs principaux (Charlotte Gainsbourg, José Garçia, Lily Aubry, et Hadrien Heaulmé),,.

### Box-office
Lors de la séance étalon traditionnelle du « 9 heures des Halles » à Paris, le film réalise le meilleur démarrage de l'année 2024.
Le film réalise 204 366 entrées en France lors de sa première semaine d'exploitation en y incluant les avant-premières, le plaçant au quatrième rang du box-office de sa semaine de sortie.

## Distinctions

### Récompenses
- Festival international du film de comédie de l'Alpe d'Huez 2024 : Grand prix[1],[17]